# تشارلز كوين
تشارلز كوين (بالإنجليزية: Charles Quinn)‏ هو صحفي أمريكي، ولد في 28 يوليو 1930، وتوفي في 7 يوليو 2013.